# 1397
Il 1397 (MCCCXCVII in numeri romani) è un anno  del XIV secolo.

## Eventi
- Il regno di Danimarca ingloba anche quelli di Svezia e Norvegia, dando il via ad una Scandinavia unita col nome di Unione di Kalmar.

## Nati
- 22 gennaio - Luigi di Valois, nobile francese († 1415)
- 21 febbraio - Isabella d'Aviz, principessa portoghese († 1471)
- 21 aprile - Paolo dal Pozzo Toscanelli, matematico, astronomo e cartografo italiano († 1482)
- 15 maggio - Sejong il Grande, re coreano († 1450)
- 15 giugno - Paolo Uccello, pittore italiano († 1475)
- 15 agosto - Carlo di Navarra, principe spagnolo († 1402)
- 16 agosto - Alberto II d'Asburgo, sovrano († 1439)
- 16 settembre - Baysonqor, nobile persiano († 1433)
- 15 novembre - Papa Niccolò V, papa, vescovo cattolico e cardinale italiano († 1455)
- 30 novembre - Hacı I Giray († 1466)
- Alberto V di Meclemburgo-Schwerin, nobile († 1423)
- Alexandru I Aldea, principe († 1436)
- Andrea da Montereale, presbitero italiano († 1479)
- Chimalpopoca, imperatore azteco († 1427)
- Elisabetta di Lorena-Vaudémont, scrittrice († 1456)
- Enrico IV, conte di Holstein-Rendsburg, conte tedesco († 1427)
- Leone de Lazara, giurista e politico italiano († 1471)
- Nicolò Marcello, politico italiano († 1474)
- Borghese di Piero Borghese, pittore italiano
- Paolo Schiavo, pittore italiano († 1478)
- Francesco Squarcione, pittore e collezionista d'arte italiano († 1468)
- Tlacaelel, nobile azteco († 1487)
- Juan de Mella, cardinale e vescovo cattolico spagnolo († 1467)
- Jean du Fay, matematico francese († 1472)

## Morti
- 11 gennaio - Skirgaila, duca (n. 1354)
- 21 gennaio - Alberto II di Baviera-Straubing, nobile (n. 1369)
- 11 febbraio - Enrico di Langenstein, teologo, astronomo e matematico tedesco (n. 1325)
- 16 febbraio - Enrico VI di Waldeck, nobile tedesco
- 25 aprile - Thomas Holland, II conte di Kent, conte inglese (n. 1350)
- 3 giugno - William Montacute, II conte di Salisbury, militare e nobile britannico (n. 1328)
- 16 giugno - Filippo d'Artois, nobile francese (n. 1358)
- 15 luglio - Caterina di Henneberg, contessa (n. 1334)
- 26 luglio - Eric I di Meclemburgo, principe (n. 1359)
- 16 agosto - Philippe d'Alençon, cardinale e patriarca cattolico francese
- 2 settembre - Francesco Landini, compositore, organista e poeta italiano
- 8 settembre - Tommaso Plantageneto, I duca di Gloucester, nobile inglese (n. 1355)
- 21 settembre - Richard FitzAlan, XI conte di Arundel, nobile e militare inglese (n. 1346)
- 6 ottobre - Vuk Branković, nobile serbo (n. 1345)
- 28 novembre - Guglielmo Bevilacqua, condottiero italiano (n. 1334)
- 22 dicembre - Guido II di Blois-Châtillon, nobile
- Jacobello Alberegno, pittore italiano
- Marcolino da Forlì, presbitero italiano (n. 1317)
- Antonio IV di Costantinopoli, arcivescovo ortodosso bizantino
- Callisto II di Costantinopoli, religioso e arcivescovo ortodosso bizantino
- Bartolomeo Capodivacca, giurista e politico italiano
- Enguerrand VII di Coucy, condottiero francese (n. 1339)
- Francesco I Crispo, duca
- Perenelle Flamel, alchimista francese (n. 1320)
- Giovanni del Portogallo, nobile portoghese (n. 1349)
- Giovanni II di Baviera, nobile tedesco (n. 1341)
- Margherita di Lusignano, conte
- Maria di Gheldria, duchessa (n. 1328)
- Alberto I di Meclemburgo-Stargard, nobile
- Guglielmo I di Narbona, nobile francese

## Calendario
| Calendario 1397 | Calendario 1397 | Calendario 1397 | Calendario 1397 | Calendario 1397 | Calendario 1397 | Calendario 1397 | Calendario 1397 | Calendario 1397 | Calendario 1397 | Calendario 1397 | Calendario 1397 | Calendario 1397 | Calendario 1397 | Calendario 1397 | Calendario 1397 | Calendario 1397 | Calendario 1397 | Calendario 1397 | Calendario 1397 | Calendario 1397 | Calendario 1397 | Calendario 1397 | Calendario 1397 | Calendario 1397 | Calendario 1397 | Calendario 1397 | Calendario 1397 | Calendario 1397 | Calendario 1397 | Calendario 1397 | Calendario 1397 | Calendario 1397 |
| --------------- | --------------- | --------------- | --------------- | --------------- | --------------- | --------------- | --------------- | --------------- | --------------- | --------------- | --------------- | --------------- | --------------- | --------------- | --------------- | --------------- | --------------- | --------------- | --------------- | --------------- | --------------- | --------------- | --------------- | --------------- | --------------- | --------------- | --------------- | --------------- | --------------- | --------------- | --------------- | --------------- |
|                 | 1               | 2               | 3               | 4               | 5               | 6               | 7               | 8               | 9               | 10              | 11              | 12              | 13              | 14              | 15              | 16              | 17              | 18              | 19              | 20              | 21              | 22              | 23              | 24              | 25              | 26              | 27              | 28              | 29              | 30              | 31              |                 |
| Gennaio         | Lu              | Ma              | Me              | Gi              | Ve              | Sa              | Do              | Lu              | Ma              | Me              | Gi              | Ve              | Sa              | Do              | Lu              | Ma              | Me              | Gi              | Ve              | Sa              | Do              | Lu              | Ma              | Me              | Gi              | Ve              | Sa              | Do              | Lu              | Ma              | Me              |                 |
| Febbraio        | Gi              | Ve              | Sa              | Do              | Lu              | Ma              | Me              | Gi              | Ve              | Sa              | Do              | Lu              | Ma              | Me              | Gi              | Ve              | Sa              | Do              | Lu              | Ma              | Me              | Gi              | Ve              | Sa              | Do              | Lu              | Ma              | Me              |                 |                 |                 |                 |
| Marzo           | Gi              | Ve              | Sa              | Do              | Lu              | Ma              | Me              | Gi              | Ve              | Sa              | Do              | Lu              | Ma              | Me              | Gi              | Ve              | Sa              | Do              | Lu              | Ma              | Me              | Gi              | Ve              | Sa              | Do              | Lu              | Ma              | Me              | Gi              | Ve              | Sa              |                 |
| Aprile          | Do              | Lu              | Ma              | Me              | Gi              | Ve              | Sa              | Do              | Lu              | Ma              | Me              | Gi              | Ve              | Sa              | Do              | Lu              | Ma              | Me              | Gi              | Ve              | Sa              | Do              | Lu              | Ma              | Me              | Gi              | Ve              | Sa              | Do              | Lu              |                 |                 |
| Maggio          | Ma              | Me              | Gi              | Ve              | Sa              | Do              | Lu              | Ma              | Me              | Gi              | Ve              | Sa              | Do              | Lu              | Ma              | Me              | Gi              | Ve              | Sa              | Do              | Lu              | Ma              | Me              | Gi              | Ve              | Sa              | Do              | Lu              | Ma              | Me              | Gi              |                 |
| Giugno          | Ve              | Sa              | Do              | Lu              | Ma              | Me              | Gi              | Ve              | Sa              | Do              | Lu              | Ma              | Me              | Gi              | Ve              | Sa              | Do              | Lu              | Ma              | Me              | Gi              | Ve              | Sa              | Do              | Lu              | Ma              | Me              | Gi              | Ve              | Sa              |                 |                 |
| Luglio          | Do              | Lu              | Ma              | Me              | Gi              | Ve              | Sa              | Do              | Lu              | Ma              | Me              | Gi              | Ve              | Sa              | Do              | Lu              | Ma              | Me              | Gi              | Ve              | Sa              | Do              | Lu              | Ma              | Me              | Gi              | Ve              | Sa              | Do              | Lu              | Ma              |                 |
| Agosto          | Me              | Gi              | Ve              | Sa              | Do              | Lu              | Ma              | Me              | Gi              | Ve              | Sa              | Do              | Lu              | Ma              | Me              | Gi              | Ve              | Sa              | Do              | Lu              | Ma              | Me              | Gi              | Ve              | Sa              | Do              | Lu              | Ma              | Me              | Gi              | Ve              |                 |
| Settembre       | Sa              | Do              | Lu              | Ma              | Me              | Gi              | Ve              | Sa              | Do              | Lu              | Ma              | Me              | Gi              | Ve              | Sa              | Do              | Lu              | Ma              | Me              | Gi              | Ve              | Sa              | Do              | Lu              | Ma              | Me              | Gi              | Ve              | Sa              | Do              |                 |                 |
| Ottobre         | Lu              | Ma              | Me              | Gi              | Ve              | Sa              | Do              | Lu              | Ma              | Me              | Gi              | Ve              | Sa              | Do              | Lu              | Ma              | Me              | Gi              | Ve              | Sa              | Do              | Lu              | Ma              | Me              | Gi              | Ve              | Sa              | Do              | Lu              | Ma              | Me              |                 |
| Novembre        | Gi              | Ve              | Sa              | Do              | Lu              | Ma              | Me              | Gi              | Ve              | Sa              | Do              | Lu              | Ma              | Me              | Gi              | Ve              | Sa              | Do              | Lu              | Ma              | Me              | Gi              | Ve              | Sa              | Do              | Lu              | Ma              | Me              | Gi              | Ve              |                 |                 |
| Dicembre        | Sa              | Do              | Lu              | Ma              | Me              | Gi              | Ve              | Sa              | Do              | Lu              | Ma              | Me              | Gi              | Ve              | Sa              | Do              | Lu              | Ma              | Me              | Gi              | Ve              | Sa              | Do              | Lu              | Ma              | Me              | Gi              | Ve              | Sa              | Do              | Lu              |                 |